# غاريث هوبكينز (لاعب كريكت)
غاريث هوبكينز (24 نوفمبر 1976 في نيوزيلندا - ) (بالإنجليزية: Gareth Hopkins)‏ هو لاعب كريكت نيوزلندي. شارك مع منتخب نيوزيلندا الوطني للكريكت.

## وصلات خارجية
- غاريث هوبكينز على موقع إي آس بي آن كريك إنفو (الإنجليزية)